# Gran Premio di Francia 1989
Il Gran Premio di Francia 1989 fu la settima gara della stagione 1989 del Campionato mondiale di Formula 1, disputata il 9 luglio sul Circuito Paul Ricard. La manifestazione vide la vittoria di Alain Prost su McLaren - Honda, seguito da Nigel Mansell su Ferrari e Riccardo Patrese su Williams - Renault.
La gara è famosa per l'incidente alla prima curva che coinvolse diverse auto, tra le quali la Ferrari di Mansell e la March di Maurício Gugelmin, che finì capovolto. Tutti i piloti incidentati presero parte alla gara dopo una seconda partenza e Gugelmin fece segnare il suo unico giro più veloce in carriera.

## Prima della gara
- La Benetton-Ford, insoddisfatta delle prestazioni del pilota inglese, rimpiazzò Herbert con Emanuele Pirro.
- Michele Alboreto lasciò la Tyrrell-Ford dopo che la scuderia inglese aveva firmato un contratto di sponsorizzazione con la Camel, mentre il pilota italiano era appoggiato economicamente dalla Marlboro; la scuderia ingaggiò al suo posto il giovane Jean Alesi.
- La Larrousse-Lamborghini sostituì Yannick Dalmas con Éric Bernard.
- Derek Warwick si infortunò alla schiena durante una gara di kart; la Arrows-Ford affidò la vettura dell'inglese al debuttante Martin Donnelly.
- Alain Prost annunciò che a fine stagione lascerà la McLaren senza però rivelare quale sarà la sua prossima destinazione. Da questo momento i rapporti di Prost col team inglese si raffreddano e col compagno Senna arriva a non rivolgergli più la parola, ripagato con la stessa moneta dal brasiliano. Al posto del francese, la McLaren comunicò d'aver ingaggiato Gerhard Berger per il prossimo campionato.

## Qualifiche
Nella gara di casa Prost conquistò la seconda pole position consecutiva, battendo il compagno di squadra Senna di appena venticinque millesimi. Terzo si piazzò Mansell, seguito da Nannini, Boutsen, Berger, Alliot e Patrese; sorpresero le prestazioni della Onyx, che piazzò i propri piloti Gachot e Johansson rispettivamente in undicesima e tredicesima posizione mentre risultò in difficoltà la Scuderia Italia con De Cesaris escluso e Caffi qualificato in ultima posizione.

### Prequalifiche
| Pos | No | Driver                | Constructor     | Time     | Gap    |
| --- | -- | --------------------- | --------------- | -------- | ------ |
| 1   | 37 | Bertrand Gachot       | Onyx-Ford       | 1:09.617 |        |
| 2   | 36 | Stefan Johansson      | Onyx-Ford       | 1:09.668 | +0.051 |
| 3   | 21 | Alex Caffi            | Dallara-Ford    | 1:09.726 | +0.109 |
| 4   | 8  | Stefano Modena        | Brabham-Judd    | 1:09.917 | +0.300 |
| 5   | 17 | Nicola Larini         | Osella-Ford     | 1:09.989 | +0.372 |
| 6   | 7  | Martin Brundle        | Brabham-Judd    | 1.10.181 | +0.564 |
| 7   | 39 | Volker Weidler        | Rial-Ford       | 1:11.059 | +1.442 |
| 8   | 34 | Bernd Schneider       | Zakspeed-Yamaha | 1:11.098 | +1.481 |
| 9   | 18 | Piercarlo Ghinzani    | Osella-Ford     | 1:11.528 | +1.911 |
| 10  | 32 | Pierre-Henri Raphanel | Coloni-Ford     | 1:11.953 | +2.336 |
| 11  | 35 | Aguri Suzuki          | Zakspeed-Yamaha | 1:12.031 | +2.414 |
| 12  | 33 | Gregor Foitek         | EuroBrun-Judd   | 1:12.179 | +2.562 |
| 13  | 41 | Joachim Winkelhock    | AGS-Ford        | 1:13.173 | +3.556 |

### Classifica
| Pos                     | No | Pilota             | Costruttore                             | Tempo    | Distacco |
| ----------------------- | -- | ------------------ | --------------------------------------- | -------- | -------- |
| 1                       | 2  | Alain Prost        | McLaren - Honda                         | 1:07.203 |          |
| 2                       | 1  | Ayrton Senna       | McLaren - Honda                         | 1:07.228 | +0.025   |
| 3                       | 27 | Nigel Mansell      | Ferrari                                 | 1:07.455 | +0.252   |
| 4                       | 19 | Alessandro Nannini | Benetton - Ford Cosworth                | 1:08.137 | +0.934   |
| 5                       | 5  | Thierry Boutsen    | Williams - Renault                      | 1:08.211 | +1.008   |
| 6                       | 28 | Gerhard Berger     | Ferrari                                 | 1:08.233 | +1.030   |
| 7                       | 30 | Philippe Alliot    | Lola Larrousse - Lamborghini            | 1:08.561 | +1.358   |
| 8                       | 6  | Riccardo Patrese   | Williams - Renault                      | 1:08.993 | +1.790   |
| 9                       | 3  | Jonathan Palmer    | Tyrrell - Ford Cosworth                 | 1:09.026 | +1.823   |
| 10                      | 15 | Maurício Gugelmin  | March - Judd                            | 1:09.036 | +1.833   |
| 11                      | 37 | Bertrand Gachot    | Onyx - Ford Cosworth                    | 1:09.122 | +1.919   |
| 12                      | 16 | Ivan Capelli       | March - Judd                            | 1:09.283 | +2.080   |
| 13                      | 36 | Stefan Johansson   | Onyx - Ford Cosworth                    | 1:09.299 | +2.096   |
| 14                      | 9  | Martin Donnelly    | Arrows - Ford Cosworth                  | 1:09.524 | +2.321   |
| 15                      | 29 | Éric Bernard       | Lola Larrousse - Lamborghini            | 1:09.596 | +2.393   |
| 16                      | 4  | Jean Alesi         | Tyrrell - Ford Cosworth                 | 1:09.668 | +2.465   |
| 17                      | 26 | Olivier Grouillard | Ligier - Ford Cosworth                  | 1:09.717 | +2.514   |
| 18                      | 25 | René Arnoux        | Ligier - Ford Cosworth                  | 1:10.077 | +2.874   |
| 19                      | 12 | Satoru Nakajima    | Lotus - Judd                            | 1:10.119 | +2.916   |
| 20                      | 11 | Nelson Piquet      | Lotus - Judd                            | 1:10.135 | +2.932   |
| 21                      | 40 | Gabriele Tarquini  | AGS - Ford Cosworth                     | 1:10.216 | +3.013   |
| 22                      | 8  | Stefano Modena     | Brabham - Judd                          | 1:10.254 | +3.051   |
| 23                      | 23 | Pierluigi Martini  | Minardi - Ford Cosworth                 | 1:10.267 | +3.064   |
| 24                      | 20 | Emanuele Pirro     | Benetton - Ford Cosworth                | 1:10.292 | +3.089   |
| 25                      | 10 | Eddie Cheever      | Arrows - Ford Cosworth                  | 1:10.372 | +3.169   |
| 26                      | 21 | Alex Caffi         | Dallara Scuderia Italia - Ford Cosworth | 1:10.468 | +3.265   |
| Vetture non qualificate |    |                    |                                         |          |          |
| NQ                      | 22 | Andrea De Cesaris  | Dallara Scuderia Italia - Ford Cosworth | 1:10.591 | +3.388   |
| NQ                      | 24 | Luis Pérez-Sala    | Minardi - Ford Cosworth                 | 1:11.079 | +3.876   |
| NQ                      | 38 | Christian Danner   | Rial - Ford Cosworth                    | 1:11.178 | +3.975   |
| NQ                      | 31 | Roberto Moreno     | Coloni - Ford Cosworth                  | 1:11.382 | +4.179   |

## Gara
Al via Senna partì meglio del compagno di squadra, che aveva ottenuto la pole position davanti al suo pubblico, prendendo la testa della corsa. Più indietro, però, si consumò un grave incidente; Maurício Gugelmin, con la sua Leyton House, fu autore di una partenza folle, sbagliando la frenata e tamponando dapprima la Ferrari di Mansell e la Williams di Boutsen, per poi causare scompiglio all'imbocco della prima curva coinvolgendo altre vetture. La gara fu sospesa e fu organizzata una seconda procedura di partenza.
Al secondo via Prost mantenne il comando, mentre Senna si ritirò già nel corso del primo passaggio per un problema meccanico; alle spalle del francese si inserirono quindi Berger, Nannini e Capelli, tutti però costretti successivamente ad abbandonare la gara per problemi tecnici. Prost condusse fino al traguardo, conquistando la seconda vittoria consecutiva davanti a Mansell (autore di una brillante rimonta dopo essere partito dai box), Patrese, Alesi (a punti al debutto), Johansson (che portò alla Onyx i primi punti della sua storia) e Grouillard (a punti per l'unica volta in carriera).

### Classifica
| Pos | N° | Pilota                | Costruttore                             | Giri | Tempo/Causa ritiro        | Pos. partenza | Punti |
| --- | -- | --------------------- | --------------------------------------- | ---- | ------------------------- | ------------- | ----- |
| 1   | 2  | Alain Prost           | McLaren - Honda                         | 80   | 1:38:29.411               | 1             | 9     |
| 2   | 27 | Nigel Mansell         | Ferrari                                 | 80   | + 44.017                  | 3             | 6     |
| 3   | 6  | Riccardo Patrese      | Williams - Renault                      | 80   | + 1:06.921                | 8             | 4     |
| 4   | 4  | Jean Alesi            | Tyrrell - Ford Cosworth                 | 80   | + 1:13.232                | 16            | 3     |
| 5   | 36 | Stefan Johansson      | Onyx - Ford Cosworth                    | 79   | + 1 Giro                  | 13            | 2     |
| 6   | 26 | Olivier Grouillard    | Ligier - Ford Cosworth                  | 79   | + 1 Giro                  | 17            | 1     |
| 7   | 10 | Eddie Cheever         | Arrows - Ford Cosworth                  | 79   | + 1 Giro                  | 25            |       |
| 8   | 11 | Nelson Piquet         | Lotus - Judd                            | 78   | + 2 Giri                  | 20            |       |
| 9   | 20 | Emanuele Pirro        | Benetton - Ford Cosworth                | 78   | + 2 Giri                  | 24            |       |
| 10  | 3  | Jonathan Palmer       | Tyrrell - Ford Cosworth                 | 78   | + 2 Giri                  | 9             |       |
| 11  | 29 | Éric Bernard          | Lola Larrousse - Lamborghini            | 77   | + 3 Giri                  | 15            |       |
| 12  | 9  | Martin Donnelly       | Arrows - Ford Cosworth                  | 77   | + 3 Giri                  | 14            |       |
| 13  | 37 | Bertrand Gachot       | Onyx - Ford Cosworth                    | 76   | Motore                    | 11            |       |
| Rit | 15 | Maurício Gugelmin     | March - Judd                            | 71   | Non classificato          | 10            |       |
| Rit | 8  | Stefano Modena        | Brabham - Judd                          | 67   | Motore                    | 22            |       |
| Rit | 5  | Thierry Boutsen       | Williams - Renault                      | 50   | Problemi al cambio        | 5             |       |
| Rit | 12 | Satoru Nakajima       | Lotus - Judd                            | 49   | Motore                    | 19            |       |
| Rit | 16 | Ivan Capelli          | March - Judd                            | 43   | Motore                    | 12            |       |
| Rit | 19 | Alessandro Nannini    | Benetton - Ford Cosworth                | 40   | Testacoda                 | 4             |       |
| Rit | 23 | Pierluigi Martini     | Minardi - Ford Cosworth                 | 31   | Motore                    | 23            |       |
| Rit | 30 | Philippe Alliot       | Lola Larrousse - Lamborghini            | 30   | Motore                    | 7             |       |
| Rit | 40 | Gabriele Tarquini     | AGS - Ford Cosworth                     | 30   | Motore                    | 21            |       |
| Rit | 28 | Gerhard Berger        | Ferrari                                 | 29   | Problemi alla frizione    | 6             |       |
| Rit | 21 | Alex Caffi            | Dallara Scuderia Italia - Ford Cosworth | 27   | Problemi alla frizione    | 26            |       |
| Rit | 25 | René Arnoux           | Ligier - Ford Cosworth                  | 14   | Problemi al cambio        | 18            |       |
| Rit | 1  | Ayrton Senna          | McLaren - Honda                         | 0    | Problema al differenziale | 2             |       |
| NQ  | 22 | Andrea De Cesaris     | Dallara Scuderia Italia - Ford Cosworth |      |                           |               |       |
| NQ  | 24 | Luis Pérez-Sala       | Minardi - Ford Cosworth                 |      |                           |               |       |
| NQ  | 38 | Christian Danner      | Rial - Ford Cosworth                    |      |                           |               |       |
| NQ  | 31 | Roberto Moreno        | Coloni - Ford Cosworth                  |      |                           |               |       |
| NPQ | 17 | Nicola Larini         | Osella - Ford Cosworth                  |      |                           |               |       |
| NPQ | 7  | Martin Brundle        | Brabham - Judd                          |      |                           |               |       |
| NPQ | 39 | Volker Weidler        | Rial - Ford Cosworth                    |      |                           |               |       |
| NPQ | 34 | Bernd Schneider       | Zakspeed - Yamaha                       |      |                           |               |       |
| NPQ | 18 | Piercarlo Ghinzani    | Osella - Ford Cosworth                  |      |                           |               |       |
| NPQ | 32 | Pierre-Henri Raphanel | Coloni - Ford Cosworth                  |      |                           |               |       |
| NPQ | 35 | Aguri Suzuki          | Zakspeed - Yamaha                       |      |                           |               |       |
| NPQ | 33 | Gregor Foitek         | EuroBrun - Judd                         |      |                           |               |       |
| NPQ | 41 | Joachim Winkelhock    | AGS - Ford Cosworth                     |      |                           |               |       |

## Classifiche

### Piloti
| Pos. | Pilota             | Punti |
| ---- | ------------------ | ----- |
| 1    | Alain Prost        | 38    |
| 2    | Ayrton Senna       | 27    |
| 3    | Riccardo Patrese   | 22    |
| 4    | Nigel Mansell      | 15    |
| 5    | Thierry Boutsen    | 13    |
| 6    | Alessandro Nannini | 8     |
| 7    | Michele Alboreto   | 6     |
| 8    | Johnny Herbert     | 5     |
| 9    | Stefano Modena     | 4     |
| 10   | Maurício Gugelmin  | 4     |
| 11   | Eddie Cheever      | 4     |
| 12   | Andrea De Cesaris  | 4     |
| 13   | Derek Warwick      | 4     |
| 14   | Alex Caffi         | 4     |
| 15   | Christian Danner   | 3     |
| 16   | Nelson Piquet      | 3     |
| 17   | Jean Alesi         | 3     |
| 18   | René Arnoux        | 2     |
| 19   | Stefan Johansson   | 2     |
| 20   | Jonathan Palmer    | 1     |
| 21   | Martin Brundle     | 1     |
| 22   | Gabriele Tarquini  | 1     |
| 23   | Olivier Grouillard | 1     |

### Costruttori
| Pos. | Team                                    | Punti |
| ---- | --------------------------------------- | ----- |
| 1    | McLaren - Honda                         | 65    |
| 2    | Williams - Renault                      | 35    |
| 3    | Ferrari                                 | 15    |
| 4    | Benetton - Ford Cosworth                | 13    |
| 5    | Tyrrell - Ford Cosworth                 | 10    |
| 6    | Dallara Scuderia Italia - Ford Cosworth | 8     |
| 7    | Arrows - Ford Cosworth                  | 8     |
| 8    | Brabham - Judd                          | 5     |
| 9    | March - Judd                            | 4     |
| 10   | Lotus - Judd                            | 3     |
| 11   | Rial - Ford Cosworth                    | 3     |
| 12   | Ligier - Ford Cosworth                  | 3     |
| 13   | Onyx - Ford Cosworth                    | 2     |
| 14   | AGS - Ford Cosworth                     | 1     |